# Earl of Carrick
Earl of Carrick ist ein erblicher britischer Adelstitel, der vielmals in der Peerage of Scotland und zweimal in der Peerage of Ireland verliehen wurde.

## Schottische Verleihungen
Erstmals wurde der Titel (gälisch auch Mormaer of Carrick) 1186 von König Wilhelm I. für Donnchadh geschaffen, als dieser nach dem Tod seines Vaters Gilla Brigte von Galloway, von der Nachfolge an dessen Erbteil am ehemaligen Königreich Galloway ausgeschlossen und mit dem Besitz der gräflichen Region Carrick mit dem Hauptsitz Turnberry Castle im Südwesten Schottlands kompensiert wurde. Die Region gehört heute zu South Ayrshire.
Beim Tod von Donnchadhs Sohn Niall folgte ihm dessen Tochter Marjorie nach, die durch ihre Heirat mit Robert de Brus, den Titel in den Clan Bruce einbrachte. Ihr Sohn, Robert the Bruce beerbte sie 1292 als Earl of Carrick und wurde 1306 als Robert I. zum König von Schottland gekrönt, wodurch der Earlstitel durch Verschmelzen mit der Krone erlosch. Nachdem seine Herrschaft im Jahre 1313 gesichert schien, verlieh er den Titel seinem jüngeren Bruder Edward Bruce. Dieser stieg 1316 auch zum Hochkönig von Irland auf und führte einen Aufstand der Iren gegen die Vorherrschaft des englischen Königs Eduard II. an. Am 14. Oktober 1318 fiel er kinderlos in der Schlacht von Faughart gegen die Engländer. Seine Titel erloschen.
1328 schuf König Robert I. den Titel für seinen vierjährigen Sohn David neu. Als dieser 1329 als David II. zum König gekrönt wurde, verschmolz das Earldom mit der Krone. Um 1330 verlieh er den Titel an seinen Halbbruder Alexander de Bruce. Als dieser 1333 bei der Schlacht bei Halidon Hill fiel, ohne Söhne zu hinterlassen, erlosch der Titel wieder, wurde 1361 für Sir William de Cunynghame of Kilmaurs, den Gatten seiner einzigen Tochter Eleanor neu verliehen und erlosch bei dessen kinderlosem Tod 1364.
Die nächste Verleihung erfolgte am 22. Juni 1368 an John Stewart, der zu dieser Zeit Regent von Schottland war. 1389 wurde er auch zum Duke of Rothesay erhoben und 1390 als Robert III. zum König gekrönt, wodurch seine Titel mit der Krone verschmolzen. Bei seiner Thronbesteigung verlieh er den Titel am 19. April 1390 an seinen Sohn David Stewart, der 1402 aber kinderlos starb.
In der Folge wurde der Earlstitel stets als nachgeordneter Titel zusammen mit dem Titel Duke of Rothesay an den jeweiligen ältesten Sohn und Thronfolger des schottischen Königs verliehen, so am 10. Dezember 1404 an James Stewart (ab 1406 König James I.), am 16. Oktober 1430 an Alexander Stewart (starb noch am selben Tag), sodann am 16. Oktober 1430 an dessen Zwillingsbruder James Stewart (ab 1437 König James II.) sowie am 20. Juli 1451 an James Stewart (ab 1460 König James III.). Obwohl der Titel immer noch formell als regulärer erblicher Titel verliehen worden war, hatte sich mit den letzten vier Titelträgern eine Tradition der Weitergabe des Titels an den jeweiligen schottischen Thronfolger ergeben.
Das schottische Parlament verabschiedete 1469 schließlich ein Gesetz (Act of Parliament), dass diese Praxis verrechtlichte und festschrieb. Seither steht der Titel Earl of Carrick ebenso wie der Titel Duke of Rothesay für immer ausschließlich dem ältesten legitimen Sohn des Königs von Schottland zu. Der Titel ist damit nicht mehr erblich. Stirbt der älteste Sohn des Monarchen kinderlos, fällt der Titel an seinen nächstjüngeren Bruder, hinterlässt er einen Erben fällt der Titel nicht an diesen, sondern verschmilzt mit der Krone. Zugrundeliegendes Prinzip ist, dass der Earl of Carrick niemals ein Enkel, sondern immer ein Sohn des Monarchen sein muss, selbst wenn der Enkel Thronfolger (Heir apparent) sein sollte. Auch kann niemals eine Frau Countess of Carrick sein, selbst wenn sie die voraussichtliche Thronfolgerin (Heiress Presumptive) ist. Diese Rechtsgrundlage blieb auch im Königreich Großbritannien und im Vereinigten Königreich als Rechtsnachfolger des Königreichs Schottland erhalten und gilt bis heute. Der aktuelle Titelträger ist Prince William.

### Carrick von Orkney
Am 22. Juli 1628 wurde in der Peerage of Scotland ein paralleler weiterer Earlstitel of Carrick geschaffen, und zwar für John Stuart, 1. Lord Kincleven, ein Sohn des Robert Stewart, 1. Earl of Orkney, seinerseits illegitimer Sohn König James V. Mit dem Titel waren Ländereien auf den Orkney-Inseln verbunden, insbesondere Eday, wo der Earl das Carrick House als seinen Wohnsitz errichtete. Er war bereits am 20. August 1607 zum Lord Kincleven erhoben worden. Beide Titel erloschen bei seinem kinderlosen Tod 1652.

## Irische Verleihungen
Die irischen Titel Earl of Carrick bezieht sich auf Carrick-on-Suir im County Tipperary.
Erstmals verlieh König Eduard II. den Titel mit Letters Patent vom 1. September 1315 dem königlichen Mundschenk (Chief Butler of Ireland) Edmund Butler, in Anerkennung seiner Verdienste im Kampf gegen den irischen Hochkönig Edward Bruce (zugleich schottischer Earl of Carrick). Die Verleihungsurkunde umfasste auch die Übertragung der Burg und Anwesen in Carrick-on-Suir, enthielt hinsichtlich des Earlstitels offenbar aber keine wirksame Erbregelung, jedenfalls erlosch der Titel bei seinem Tod 1321, statt auf seinen Sohn James Butler überzugehen. Dieser wurde stattdessen 1328 zum Earl of Ormonde erhoben.
In zweiter Verleihung wurde der Titel am 10. Juni 1748 für Somerset Butler, 8. Viscount Ikerrin neu geschaffen. Er war ein Nachkomme des Earls erster Verleihung aus der Linie von dessen zweitem Sohn. Er hatte bereits 1721 den Titel Viscount Ikerrin geerbt, der am 12. Mai 1629 in der Peerage of Ireland seinem Vorfahren Pierce Butler verliehen worden war. Dessen Nachfahren, dem 7. Earl, wurde 1912 in the Peerage of the United Kingdom auch der Titel Baron Butler, of Mount Juliet in the County of Kilkenny, verliehen, wodurch der Earl bis 1999 Anspruch auf einen Sitz im britischen House of Lords erhielt. Heutiger Titelinhaber ist seit 2008 Thomas Butler, 11. Earl of Carrick.

## Liste der Earls of Carrick (Peerage of Scotland)

Traditionelles Wappen des schottischen Earldoms of Carrick

### Earls of Carrick, erste Verleihung (1186)
- Donnchadh, 1. Earl of Carrick († 1250)
- Niall, 2. Earl of Carrick († 1256)
- Marjorie, 3. Countess of Carrick (1256–1292)
- Robert Bruce, 4. Earl of Carrick (1274–1329), 1306 gekrönt als Robert I.

### Earls of Carrick, zweite Verleihung (1313)
- Edward Bruce, Hochkönig von Irland, 1. Earl of Carrick (1275–1318)

### Earls of Carrick, dritte Verleihung (1328)
- David Bruce, 1. Earl of Carrick (1324–1371), 1329 gekrönt als David II.

### Earls of Carrick, vierte Verleihung (1330)
- Alexander Bruce, 1. Earl of Carrick († 1333), fiel in der Schlacht bei Halidon Hill

### Earls of Carrick, fünfte Verleihung (1361)
- William de Cunynghame, 1. Earl of Carrick († um 1364)

### Earls of Carrick, sechste Verleihung (1368)
- John Stewart, 1. Earl of Carrick (um 1337–1406), 1390 gekrönt als Robert III.

### Earls of Carrick, siebte Verleihung (1390)
- David Stewart, 1. Duke of Rothesay, 1. Earl of Carrick (1378–1402)

### Earls of Carrick, achte Verleihung (1404)
- James Stewart, Duke of Rothesay, Earl of Carrick (1394–1437), 1406 gekrönt als James I.

### Earls of Carrick, neunte Verleihung (1430)
- Alexander Stewart, Duke of Rothesay, Earl of Carrick (1430– 1430)

### Earls of Carrick, zehnte Verleihung (1431)
- James Stewart, Earl of Carrick (1430–1460), 1437 gekrönt als James. II

### Earls of Carrick, elfte Verleihung (1452)
- James Stewart (um 1451–1488), 1460 gekrönt als James. III

### Earls of Carrick, nicht-erbliche Verleihungen (1469)
- 1473–1488: James Stewart, Duke of Rothesay, Earl of Carrick (1473–1513); 1488 gekrönt als Jakob IV.
- 1507–1508:  James Stewart, Duke of Rothesay, Earl of Carrick (1507–1508)
- 1509–1510: Arthur Stewart, Duke of Rothesay, Earl of Carrick (1509–1510)
- 1473–1488: James Stewart, Duke of Rothesay, Earl of Carrick (1512–1542); 1513 gekrönt als Jakob V.
- 1540–1541: James Stewart, Duke of Rothesay, Earl of Carrick (1540–1541)
- 1566–1567: James Stewart, Duke of Rothesay, Earl of Carrick (1566–1625); 1567 gekrönt als Jakob VI. (1603 auch als Jakob I. von England)
- 1594–1612: Henry Frederick, Prince of Wales, Duke of Cornwall, Duke of Rothesay, Earl of Carrick (1594–1612)
- 1612–1625: Charles, Prince of Wales, Duke of Albany, Duke of Cornwall, Duke of Rothesay, Duke of York, Earl of Carrick (1600–1649); 1625 gekrönt als Karl I.
- 1629–1629: Charles James, Duke of Cornwall, Duke of Rothesay, Earl of Carrick (1629–1629)
- 1630–1649: Charles, Prince of Wales, Duke of Cornwall, Duke of Rothesay, Earl of Carrick (1630–1685); 1649 gekrönt als Karl II.
- 1688–1702: James, Prince of Wales, Duke of Cornwall, Duke of Rothesay, Earl of Carrick (1688–1766); Titel 1702 formell aberkannt
- 1714–1727: George, Prince of Wales, Duke of Cambridge, Duke of Cornwall, Duke of Rothesay, Earl of Carrick (1683–1760); 1727 gekrönt als Georg II.
- 1727–1751: Frederick, Prince of Wales, Duke of Cambridge, Duke of Cornwall, Duke of Edinburgh, Duke of Rothesay, Earl of Carrick (1707–1751)
- 1762–1802: George, Prince of Wales, Duke of Cornwall, Duke of Rothesay, Earl of Carrick (1762–1830); 1820 gekrönt als Georg IV.
- 1841–1901: Albert, Prince of Wales, Duke of Cornwall, Duke of Rothesay, Earl of Carrick (1841–1901); 1901 gekrönt als Edward VII.
- 1901–1910: Georg, Prince of Wales, Duke of Cornwall, Duke of Rothesay, Duke of York, Earl of Carrick (1865–1936); 1910 gekrönt als Georg V.
- 1910–1936: Edward, Prince of Wales, Duke of Cornwall, Duke of Rothesay, Earl of Carrick (1894–1972); 1936 als Eduard VIII. König
- 1952–2022: Charles, Prince of Wales, Duke of Cornwall, Duke of Rothesay, Earl of Carrick (* 1948); 2022 als Charles III. König
- 2022–heute: William, Prince of Wales, Duke of Cornwall, Duke of Rothesay, Duke of Cambridge, Earl of Carrick (* 1982)

Wappen des Earl of Carrick (1628)

### Earls of Carrick (Verleihung von 1628)
- John Stuart, 1. Earl of Carrick († 1652)

## Liste der Earls of Carrick (Peerage of Ireland)

Wappen der irischen Earls of Carrick

### Earls of Carrick, erste Verleihung (1315)
- Edmund Butler, Earl of Carrick (1268–1321)

### Viscounts Ikerrin (1629)
- Pierce Butler, 1. Viscount Ikerrin († um 1674)
- Pierce Butler, 2. Viscount Ikerrin (1637–um 1680)
- James Butler, 3. Viscount Ikerrin († 1688)
- Pierce Butler, 4. Viscount Ikerrin (1679–1711) (Titel verwirkt 1689; Verwirkung widerrufen 1698)
- James Butler, 5. Viscount Ikerrin (1698–1712)
- Thomas Butler, 6. Viscount Ikerrin (1683–1719)
- James Butler, 7. Viscount Ikerrin (1714–1721)
- Somerset Butler, 8. Viscount Ikerrin (1719–1774) (1748 zum Earl of Carrick erhoben)

### Earls of Carrick, zweite Verleihung (1748)
- Somerset Butler, 1. Earl of Carrick (1719–1774)
- Henry Butler, 2. Earl of Carrick (1746–1813)
- Somerset Butler, 3. Earl of Carrick (1779–1838)
- Henry Butler, 4. Earl of Carrick (1834–1846)
- Somerset Butler, 5. Earl of Carrick (1835–1901)
- Charles Butler, 6. Earl of Carrick (1851–1909)
- Charles Butler, 7. Earl of Carrick (1873–1931)
- Theobald Butler, 8. Earl of Carrick (1903–1957)
- Brian Butler, 9. Earl of Carrick (1931–1992)
- David Butler, 10. Earl of Carrick (1953–2008)
- Thomas Butler, 11. Earl of Carrick (* 1975)

Titelerbe (Heir Presumptive) ist der Bruder des aktuellen Titelinhabers, Piers Butler (* 1979).